# イクテュオケンタウロス

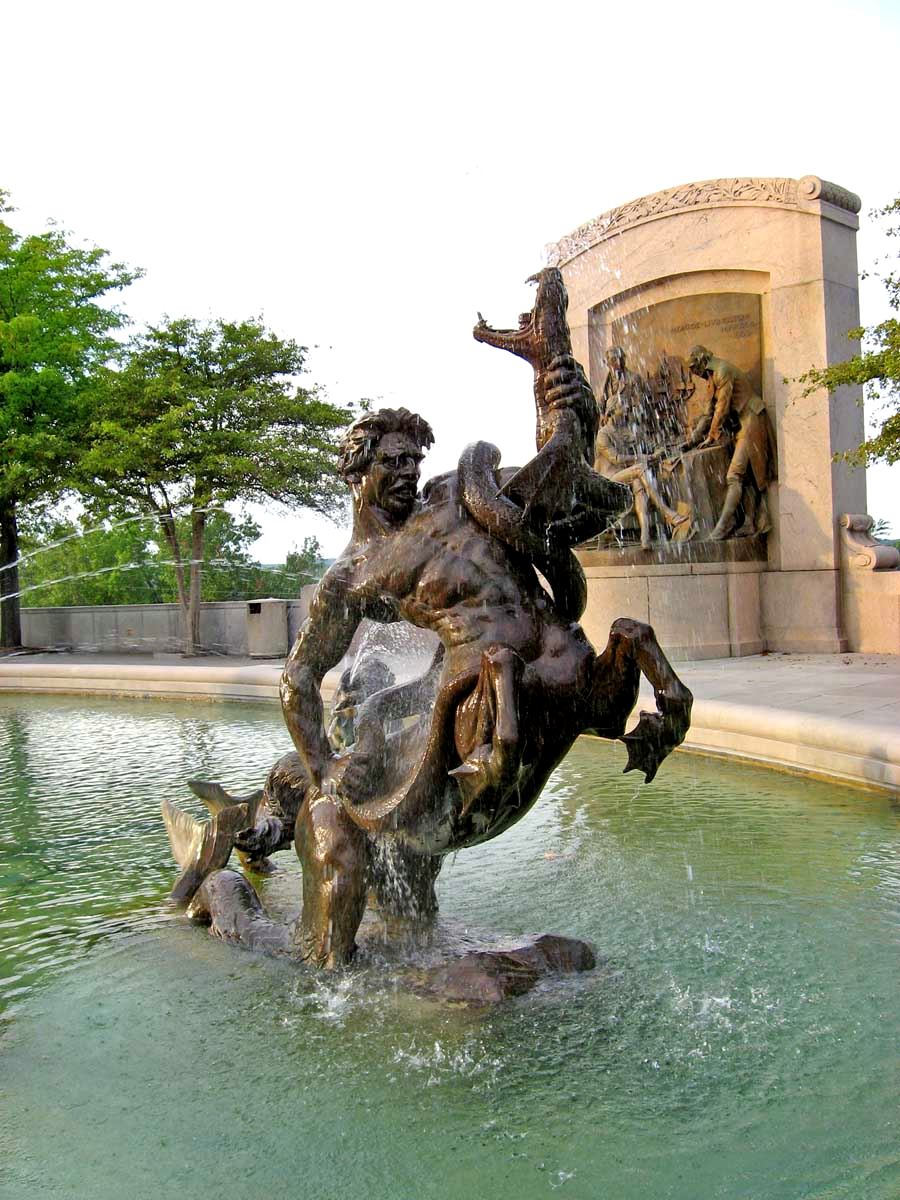
ミズーリ州議会議事堂の外にあるイクチオケンタウロス像

イクテュオケンタウロス（Ichthyocentaurs、ギリシア語：ἰχθυοκένταρος、複数形：ἰχθυοκένταυροι）は、ギリシア古典美術において、人間の上体、馬の下前半部と前脚、魚の尾部を持つケンタウロスに分類される海の生物である。

## 解説
最古の例は紀元前2世紀のもので、ペルガモン祭壇のフリーズに描かれている。さらに、泡と深淵を象徴するアフロスやビトスが魚竜としてモザイクや彫刻に描かれている例もある。
イクテュオケンタウロスという言葉は、12世紀のビザンツ帝国の作家、ジョン・ツェツェスによるもので、後世の造語である。また、シーケンタウロスとも呼ばれる。